# NSTG Graslitz
Die NSTG Graslitz, vollständig Nationalsozialistische Turngemeinde Graslitz, war ein deutscher Sportverein aus dem heute tschechischen Kraslice.

## Geschichte
Die NSTG Graslitz entstand 1939 als Zusammenschluss der örtlichen Sportvereine, darunter auch Deutscher FC Graslitz 08, welcher am 29. September 1908 gegründet worden war.
Bereits in der ersten Saison nach der Gründung konnten die Graslitzer die Staffel 1 der Gauliga Sudetenland gewinnen und sich im folgenden Ausscheidungsspiel um die Sudeten-Meisterschaft mit 2:1 gegen die NSTG Gablonz in Brüx durchsetzen. Dadurch erhielten sie das Startrecht für die Endrunde um die deutsche Meisterschaft. Dort traf man in der Gruppenphase auf den SK Rapid Wien und Vorwärts-Rasensport Gleiwitz. Allerdings schied man nach drei Niederlagen und einem Remis, welches man im bedeutungslos gewordenen letzten Spiel gegen Gleiwitz erreichte, aus.
In der Folgesaison zog man sich im Frühjahr zurück und auch zur Saison 1942/43 trat die NSTG nicht an. Lediglich die Saison 1943/44 wurde regulär gespielt und auf dem vierten Platz abgeschlossen.
In der Spielzeit 1944/45 kam es zu keinem geregelten Spielbetrieb mehr, 1945 erlosch die NSTG Graslitz.

## Platzierungen
| Saison | Liga                       | Platz | Spiele | g  | u  | v  | Tore  | Punkte |
| --- | -------------------------- | ----- | ------ | -- | -- | -- | ----- | ------ |
| 1939/40 | Gauliga Sudeten, Staffel 1 | 01.   | 10     | 07 | 01 | 02 | 43:24 | 15 - 5 |
| 1940/411 | Gauliga Sudeten, Staffel 1 | 03.   | 04     | 01 | 02 | 01 | 7:22  | 1 - 7  |
| 1941/42 | nicht erfasst              |       |        |    |    |    |       |        |
| 1942/43 2 | Gauliga Sudeten-West       |       |        |    |    |    |       |        |
| 1943/44 | Gauliga Sudeten, Staffel 1 | 04.   | 07     | 02 | 02 | 03 | 14:19 | 6 - 8  |
| 1freiwilliger Rückzug im März 1941 2freiwilliger Rückzug vor Saisonbeginn Blau unterlegt: Teilnahm an der Endrunde um die deutsche Meisterschaft |                            |       |        |    |    |    |       |        |

## Erfolge
- Gaumeister Sudetenland 1940

## Bekannte Spieler
- Egon Stehlik
- Rudolf Strittich